# Wenn der Klempner kommt
Wenn der Klempner kommt (Originaltitel: The Plumber) ist ein australischer Horrorfilm aus dem Jahre 1979. Regie führte Peter Weir.

## Handlung
Die Studenten Jilly und Brian Cowper leben in Adelaide. Brian studiert Medizin und Jilly Anthropologie. Eines Tages kommt Max, der sich als Klempner ausgibt und behauptet, er müsse etwas im Badezimmer reparieren. Da er nicht mit seiner Arbeit fertig wird, will er am nächsten Tag wiederkommen. Das Badezimmer verwandelt sich zusehends in eine Baustelle, die Reparaturen stellen sich oft als unnötig heraus. Jilly wird dem Klempner gegenüber zunehmend misstrauischer, Brian hingegen will Jilly beruhigen. Der Film endet mit der Verhaftung von Max. In seinem Auto befinden sich Gegenstände, die Jilly gehört haben.

## Kritik
„Ein ironisch gefärbter Thriller, in dem Gruseleffekte stets ins Komische umschlagen. Der fürs Fernsehen entstandene Film erscheint wie eine Paraphrase des Kinofilms Die letzte Flut vom selben Regisseur.“